# Itoplectis discrepans
Itoplectis discrepans är en stekelart som beskrevs av Forster 1888. Itoplectis discrepans ingår i släktet Itoplectis och familjen brokparasitsteklar. Inga underarter finns listade i Catalogue of Life.